# Людучжай
Людучжай (кит. 六都寨镇, пін. Liùdūzhài Zhèn) — містечко у КНР, повіт Лунхуей провінції Хунань.

## Географія
Людучжай розташовується на півночі префектури Шаоян, лежить на річці Ченьшуй.

### Клімат
Містечко знаходиться у зоні, котра характеризується вологим субтропічним кліматом. Найтепліший місяць — липень із середньою температурою 26.9 °C (80.4 °F). Найхолодніший місяць — січень, із середньою температурою 4.2 °С (39.6 °F).
| Клімат Людучжая         | Клімат Людучжая | Клімат Людучжая | Клімат Людучжая | Клімат Людучжая | Клімат Людучжая | Клімат Людучжая | Клімат Людучжая | Клімат Людучжая | Клімат Людучжая | Клімат Людучжая | Клімат Людучжая | Клімат Людучжая | Клімат Людучжая |
| Показник                | Січ.            | Лют.            | Бер.            | Квіт.           | Трав.           | Черв.           | Лип.            | Серп.           | Вер.            | Жовт.           | Лист.           | Груд.           | Рік             |
| Середня температура, °C | 4,2             | 5,2             | 9,8             | 15,6            | 20,5            | 23,8            | 26,9            | 26,5            | 22,5            | 17,1            | 11,6            | 6,5             | 15,9            |
| Норма опадів, мм        | 55.2            | 75.2            | 110.7           | 197.2           | 232.9           | 212.5           | 123.2           | 130.4           | 81.3            | 105.8           | 80.6            | 45.5            | 1450.5          |
| Днів з опадами          | 15,8            | 15,2            | 19,1            | 20,4            | 19              | 16,2            | 11,9            | 12,7            | 10,6            | 14,6            | 14,6            | 14,2            | 184,3           |
| Вологість повітря, %    | 75.5            | 78              | 79              | 79.6            | 79.7            | 80.3            | 75.8            | 75.5            | 74.8            | 76.1            | 76.3            | 74.6            | 77.1            |
| ----------------------- | --------------- | --------------- | --------------- | --------------- | --------------- | --------------- | --------------- | --------------- | --------------- | --------------- | --------------- | --------------- | --------------- |
| Джерело: Weatherbase    |                 |                 |                 |                 |                 |                 |                 |                 |                 |                 |                 |                 |                 |